# جان‌پناه اسپیدکمر
جان‌پناه اسپید کمر یا پناهگاه اسپید کمر، یکی از پناهگاه‌های کوه‌نوردی در شمال تهران است که در دامنه توچال و در ارتفاع ۲۹۶۰ متری قرار گرفته‌است.
در میان پناهگاه‌های توچال، جان پناه ایس‌کمر یا اسپیدکمر که روی یالی به همین نام در رخ جنوبی توچال و در ارتفاع ۲۹۶۰ متر ساخته شده، نخستین جان‌پناه یا پناهگاه کوه‌نوردی ایران است و از این رو، ارزش تاریخی و فرهنگی دارد.

## ویژگی‌ها
این جان‌پناه در سال ۱۳۲۶ بر روی یال اسپید کمر و در ارتفاع حدود ۳۰۰۰ متری دامنه جنوبی کوه توچال در شمال تهران ساخته شد.
پناهگاه اسپید کمر بین راه اوسون و قله توچال و در مسیر صعود به این قله بنا شده‌است.
- مختصات جغرافیایی
- ۳۵٫۸۶۰۸۷ شمالی
- ۵۱٫۴۰۹۴۱ ۵۱٫۴۰۹۴۱ شرقی
- ارتفاع ۲۹۶۰ متر
- مساحت: ۱۴ متر مربع / ظرفیت در دو طبقه: ۱۰ نفر

## ساخت
در زمان ساخت پناهگاه، صعود به قله توچال از مسیر سربند/اوسون/اسپید کمر بود.
برای ساخت آن علاوه بر مصالح محلی مانند سنگ و ماسه، آهک و گچ از تهران با با قاطر تا اوسون حمل می‌شد و از آنجا توسط کوه‌نوردان به محل ساخت پناهگاه برده می‌شد. نمای این پناهگاه به شکل یک هرم است، از دو طبقه تشکیل شده‌است که از طبقه بالا برای خواب و از طبقه زیرین برای استراحت و غذاخوردن می‌توان استفاده کرد.
با ساخته شدن پناهگاه شیرپلا و تغییر مسیر صعود به قله توچال، اسپیدکمر کمتر مورد استفاده قرار می‌گرفت ولی با این وجود در سال ۱۳۷۵ مرمت شد و اکنون نیز هر ساله گروهی از کوه‌نوردان به نظافت و تعمیر آن می‌پردازند.

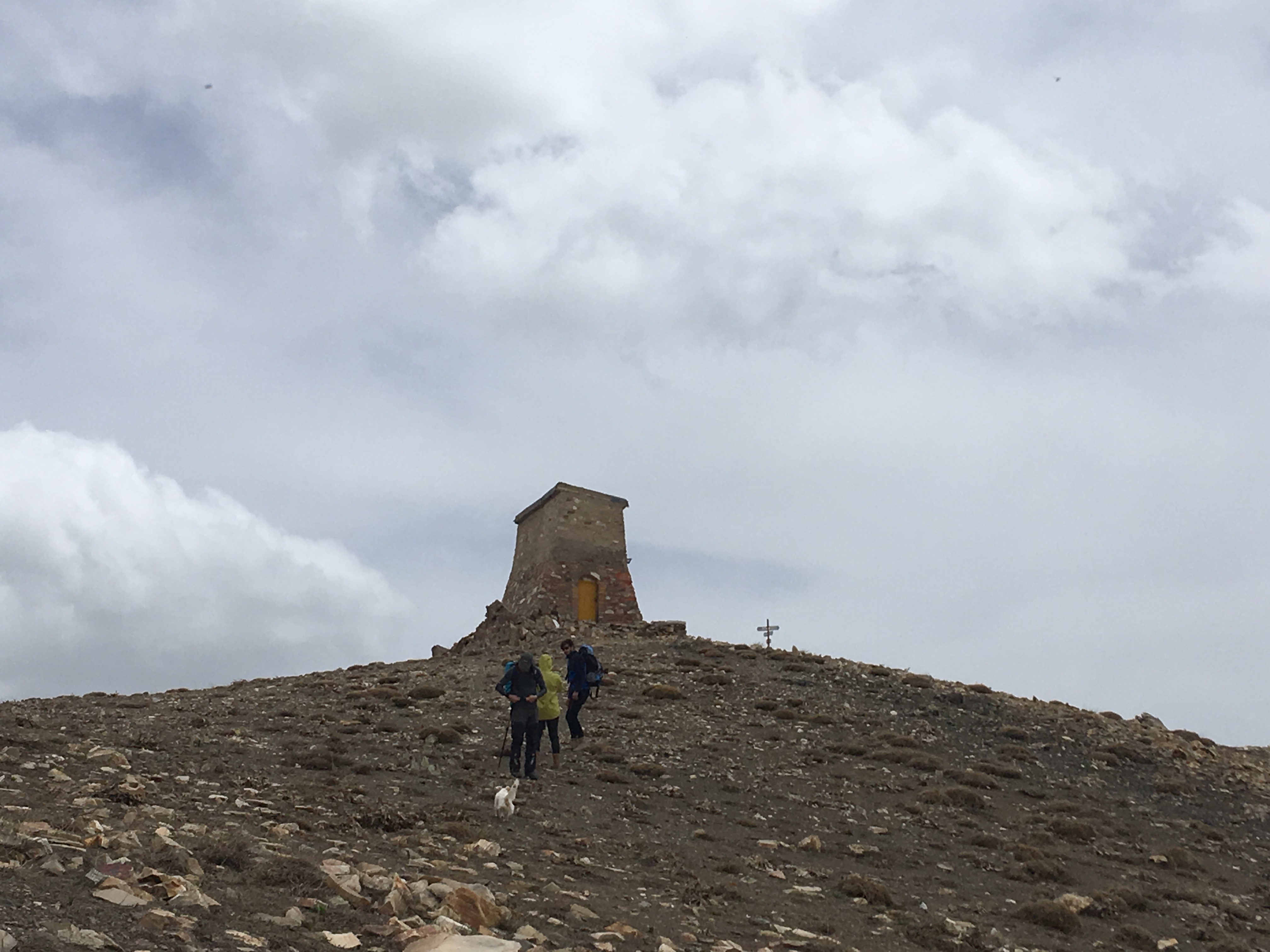
پناهگاه اسپید کمر، روز جمعه ۱۳ اردیبهشت ۱۳۹۸

## مشارکت‌جویان ساخت پناهگاه
پناهگاه اسپیدکمر در سال ۱۳۲۵ به دست و هزینهٔ شخصی چند کوه‌نورد ساخته شده(۱) و یکی از ارزشمندی‌هایش این است که چند شخصیت کوه‌نودری و چهرهٔ فرهنگی بسیار شاخص ایران در ساخت آن مشارکت داشته‌اند. در میان سازندگان، می‌توان به محمدکاظم گیلانپور اشاره کرد که مؤلف نخستین کتاب کوه‌نوردی ایران (پیروزی بر اورست) است؛ جلیل کتیبه‌ای که از نسل نخستِ مروجان کوه‌نوردی (به ویژه دیواره‌نوردی) ایران و یک «کوه‌نویس» برجسته بوده‌است؛ امیل مارکاریان و گغام میناسیان از نخستین کوه‌نوردان فنی ایران؛ فرخ رحمدل از چهره‌های شاخص و کوشای تشکیلاتی در کوه‌نوردی ایران؛ ابوالقاسم نوروزی از مطرح‌ترین چهره‌های اداری کوه‌نوردی کشور؛ و حسین گل‌گلاب که یک شخصیت فرهنگی برجسته بوده و یادگاری بسیار معروف او، شعر «ای ایران» است، از دیگر سازندگان این جان‌پناه بوده‌اند.
اسپیدکمر تا به حال چند بار و آخرین بار در سال 1384 مرمت شده‌است. این پناهگاه از ابتدا بصورت دو طبقه و هرمی شکل ساخته شد اما به مرور زمان طبقه دوم تخریب گردید به گونه ای که دردهه هفتاد فقط طبقه اول اقی مانده بود . دیوارهای طبقه اول هم ترک های عمیق برداشته بود و شومینه آن قابلیت استفاده نداشت . در سال 84 به همت گروهی از کوهنوردان تهرانی جانپناه دوباره بازسازی اساسی گردید و طبقه دوم در شکل هندسی جدید  به بنا اضافه گردید .
این افراد نیز که از پیشگامان کوه‌نوردی ورزشی ایران هستند، در ساخت جان‌پناه اسپیدکمر شرکت داشته‌اند: عبدالله رشتیان، امیر فیض، محمد زندی، هوشنگ محیط، عزیز حاتمی، منوچهر جهانبیگلو، محمدکاظم قدیری‌نیا، رفوییان، تقی گودرزی، ناصر حقیقی، محمد اعظمی، و حسین هاشمی.
در دوره‌ای که جان‌پناه اسپیدکمر ساخته شد، مسیر قدیمی به طرف ستیغ توچال برای رفتن به رخ شمالی کوه و مازندران، مسیر سربند – اوسون - اسپید کمر بوده‌است.
۱) در کتاب فرهنگ کوه‌نوردی و غارنوردی ایران، تألیف داود محمدی‌فر، تاریخ ساخت پناهگاه، ۱۳۲۵ و در منابع دیگر ۱۳۲۶ ذکر شده‌است.
از یادداشت‌های عباس محمدی، کوه‌نورد و فعال محیط زیست
(برگرفته شده از کتاب جانپناه‌ها و پناهگاه‌های کوهنوردی ایران با همکاری کمیته پناهگاه‌های فدراسیون کوهنوردی)

## مسیرهای دسترسی
قدیمی‌ترین مسیر دسترسی به پناهگاه از دربند/دره اوسون/از دوراهی اوسون به سمت غرب (ایستگاه پنج تله کابین) و سپس امتداد شمالی
- مسیر دسترسی بعدی از ایستگاه پنج تله کابین است/ حرکت در امتداد شمال شرق